# L'eretico (film)
L'eretico (El Hereje) è un film del 1958, diretto da Francisco de Borja Moro, prodotto e interpretato da Folco Lulli.

## Trama
In un'isola dell'Atlantico si inaugura una chiesa appena edificata. Manca soltanto il crocefisso, che per la sua pesantezza e per le condizioni instabili del tempo nessuno vuole prendersi l'incarico di trasportare. Il sacrestano decide di dare l'incarico a Taddeo, promettendogli un'adeguata ricompensa. Costui, da cui tutta la popolazione si tiene alla larga per il suo carattere poco socievole che gli ha fatto avere il soprannome "l'eretico", si prende la responsabilità e, aiutato da un giovane di nome Macario, trasporta in barca l'oggetto sacro. Durante il viaggio si scatena una tempesta; per evitare di affondare, Taddeo ordina a Macario di gettare in acqua il crocefisso ma quest'ultimo si rifiuta e un'ondata lo travolge improvvisamente.
Taddeo, salvatosi dalla tempesta grazie a una coltellata inferta al costato del crocefisso, ritorna al paese senza aver compiuto l'opera; tutti lo giudicano colpevole per la morte per annegamento di Macario, tranne un pescatore anziano che gli affida una nuova barca affinché possa riprendere il lavoro. Quest'ultimo, inoltre, decide di dargli ulteriore fiducia nominandolo padrino di battesimo di un figlio nato nella sua casa. Alla cerimonia Taddeo, mentre vede il crocefisso nota un'altra ferita allo stesso punto nel quale inferse la coltellata all'oggetto sacro perduto, e decide di cercare di recuperarlo per togliersi l'ossessione che lo attanaglia. Intraprende una ricerca che dura molti giorni, e alla fine trova il crocefisso galleggiante sugli scogli vicino ai resti della vecchia barca.
Caricato il crocefisso sulla nuova imbarcazione, una volta giunto all'isola se lo carica sulle spalle, portandolo fino al paese; gli abitanti, al suo passaggio, aprono le finestre e, facendo il segno della croce, si riuniscono in processione. Taddeo riesce ad arrivare alla chiesa dove depone il crocefisso e solo allora si accorge di avere abbandonato la moglie a casa gravemente ammalata per adempiere a quel gravoso compito. Rientrato a casa, accudisce la sua sposa per diverso tempo, e quando un giorno scorge nel collo della donna una catenina con un crocefisso, torna alla chiesa e nota che sul grande crocefisso non vede più la ferita al costato. Preso da tremore, s'inginocchia e si fa il segno della croce.

## Produzione
Il film venne girato negli studi di Cinecittà, con gli esterni in Spagna.

## Distribuzione
Il film ottenne il visto di censura n. 26.797 il 19 maggio 1958 con una lunghezza di 2.500 metri. Ebbe la prima proiezione pubblica il 24 maggio dello stesso anno, mentre in Spagna, distribuito dalla Hispamex Films, venne proiettato il 20 ottobre del 1958.
I diritti sono appannaggio della Compass Film (e di Mediaset per la programmazione televisiva) ma non risulta sia stato presentato in televisione, né pubblicato in DVD.